# Sả châu Âu

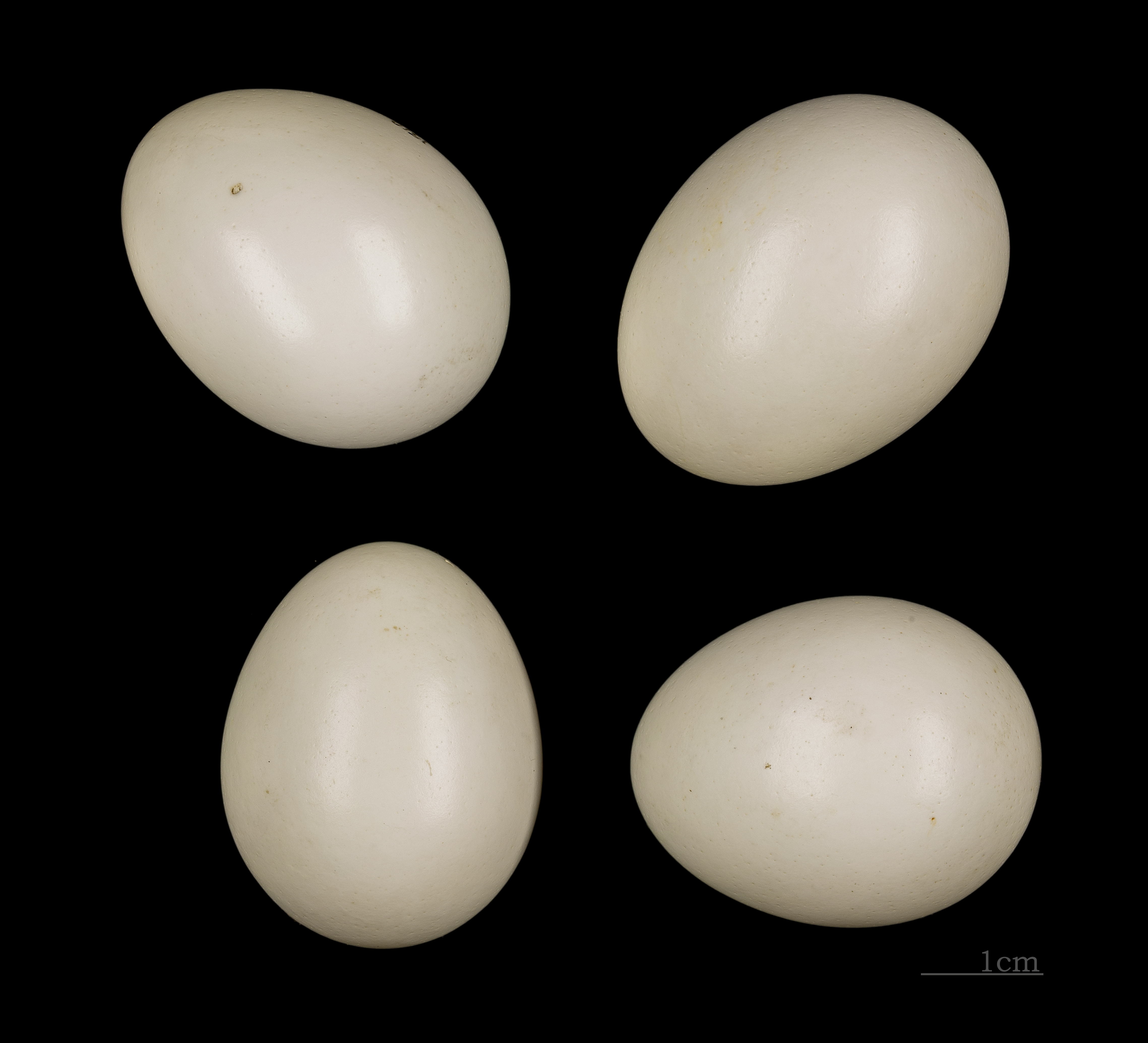
Coracias garrulus

Sả châu Âu (danh pháp hai phần: Coracias garrulus) là một loài chim thuộc Họ Sả rừng. Loài này sinh sản từ Bắc Phi từ Maroc ở phía đông đến Tunisia ở phía tây nam, trung Nam Âu và Tiểu Á phía đông thông qua phía tây bắc Iran về phía tây nam Siberia và semenowi " - sinh sản ở Iraq và Iran (trừ phía tây bắc) về phía đông Kashmir và phía bắc đến Turkmenistan, Kazakhstan về phía nam và tây bắc Trung Quốc (phía tây Tân Cương). Đây là một loài chim di cư đường dài, qua đông ở miền nam châu Phi tại hai khu vực riêng biệt, từ phía đông Senegal đến Cameroon và từ Ethiopia phía tây Congo và phía nam Nam Phi.